# Campofilone

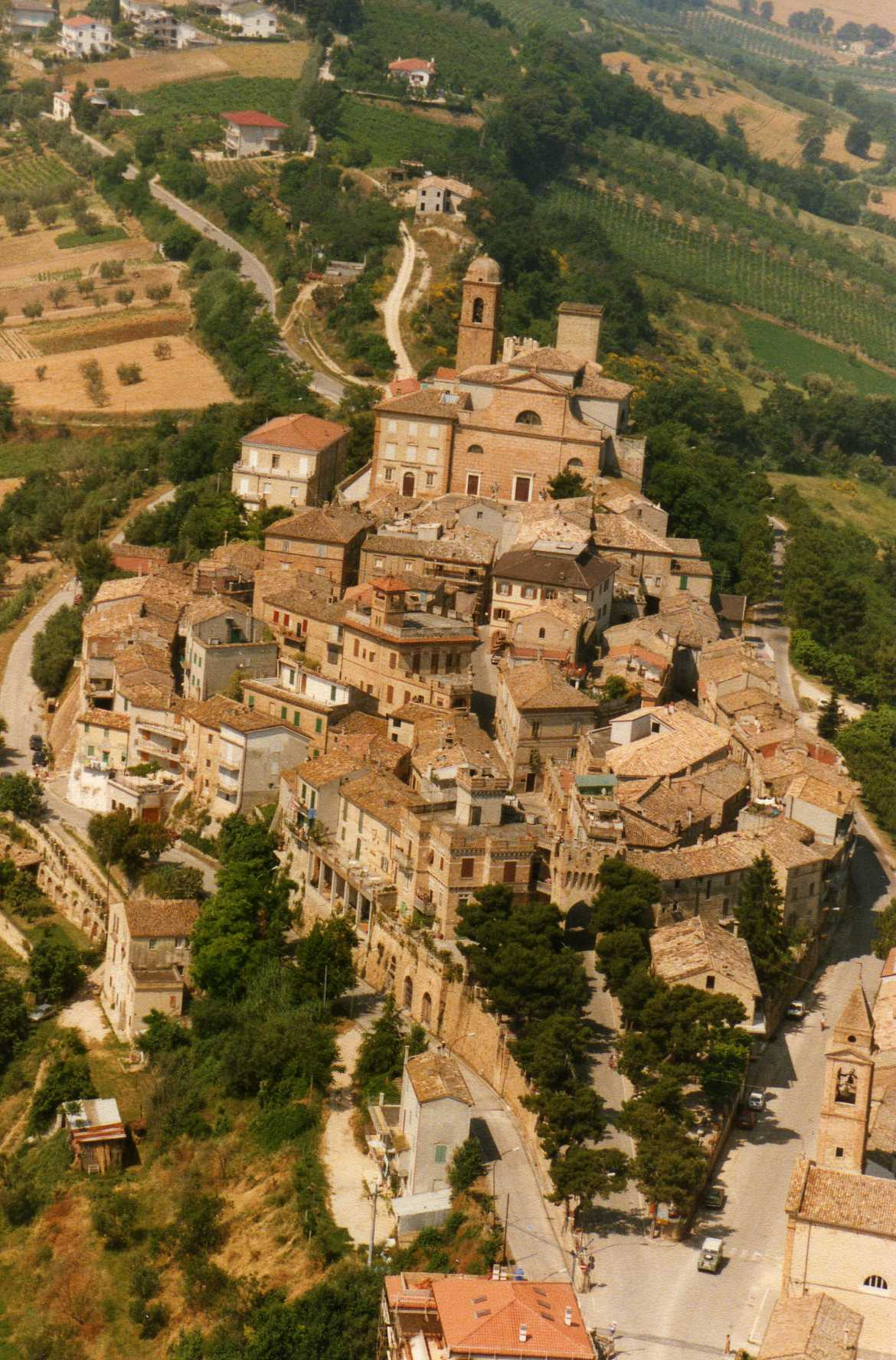
Visione della pianta ellittica del borgo storico di Campofilone

Campofilone (Campufiló in dialetto locale) è un comune italiano di 1 928 abitanti della provincia di Fermo nelle Marche. Costituisce un antico borgo del Piceno con vista sul mare Adriatico e sulla valle del fiume Aso. È celebre per la preparazione dei Maccheroncini di Campofilone, una varietà di pasta all’uovo che ha ricevuto la denominazione IGP.

## Geografia fisica
Campofilone è situato a ridosso del mare Adriatico su di un colle che raggiunge la sua massima altezza pari a 202 m s.l.m. in corrispondenza dell’orto abbaziale. Il Vicario Abbaziale don Angelo Maria Astorri descriveva nel 1907 il territorio in cui si trova Campofilone come segue: Fra le molte grazie, di cui è stata prodiga la natura alla nostra bella Italia non isfugge certo all’occhio accorto del viaggiatore quel tratto di riviera Adriatica, che dalla foce del Tronto si distende tutta varia e pittoresca fin verso al Porto di Civitanova. Di mezzo alle molteplici scene di deliziosi paesaggi, che si svolgono ad ogni piè sospinto lunghesso questo tratto ammirabile, dopo l’antica Cupra, su aprico colle elevato quasi a picco dal mare sopra l’industrioso paesello che prende nome dal fiume Aso, perché lo bagna allo sbocco sul mare, si vede torreggiare nelle sue vetuste mura merlate un ameno Paesotto, distinto dagli altri per la grande Chiesa, ed elevata torre che lo sovrastano. È questo Campofilone.
Il centro storico presenta una pianta ellittica caratteristica dei paesini sviluppatisi all’interno di mura castellane intorno al sec. XI. L'accesso principale è dalla scenografica Porta Marina e vi si accede con una lunga rampa, abbellita da pini secolari. Questo è l'asse principale cittadino che termina di fronte alla Chiesa Abbaziale. Le due strade secondarie che seguono l’andamento delle mura cittadine sono anch’esse ellittiche. Tutte e tre vengono tagliate perpendicolarmente da vicoli e viuzze, determinando la pianta trapezoidale per la maggior parte delle abitazioni. Molte di queste erano originariamente delle case - torri.

## Storia
L’etimologia del nome Campofilone rimane pressoché incerta seppure vi sono diverse ipotesi avanzate dagli storici. Secondo quanto riportato dal Vicario Abbaziale don Angelo Maria Astorri, Campofilone è sorto come residenza di Monaci Benedettini, i quali insieme all’abate esercitavano sugli abitanti di questo piccolo centro il potere spirituale e temporale. Da ciò ne deriverebbe l’antico nome latino Campusphoeudonus, a richiamare il fatto che gli abitanti di Campofilone fossero feudatari dei Monaci che popolavano l’antica abbazia. Altri suppongono come originario l’antico nome latino Campus Fullonum, il quale sembra derivare dalla presenza in età liburnica di un campo di proprietà di un ricco lavandaio . Nei documenti medievali vi si trova infatti la dicitura Campo Fulloni, cioè campo del lavandaio. Altri ancora credono che il nome Campofilone potrebbe in realtà riferirsi al cognomen latino Fullonus-Follano diffusosi in seguito alla colonizzazione Romana del territorio.
La storia del territorio di Campofilone affonda le sue radici nel periodo Piceno tra il VII - VI sec a. C. come dimostra chiaramente la necropoli ritrovata nella contrada Monte Camauro e i cui reperti sono esposti nel museo archeologico liturgico (situato all’interno della Chiesa di S. Bartolomeo).
Diversi reperti archeologici testimoniano inoltre la presenza romana nella zona di Campofilone e l'importanza assunta in epoca repubblicana (III sec a. C.). A partire dal 269-268 a.C. il territorio venne trasformato dai Romani in Ager Romanus. Il paese veniva attraversato dall’antica strada consolare litoranea romana che collegava la colonia di Cupra a sud con quella di Fermo a nord. Peraltro, la presenza romana è testimoniata dal ritrovamento di numerose cisterne idriche e dalla presenza di un antico granaio romano risalente al I sec. d.C. Inoltre, in zona Contrada Marina sono stati ritrovati i resti ben conservati di una villa romana, risalente a un periodo compreso tra il I sec. a.C. e V d.C., con annesse terme, necropoli e testimonianze di produzioni agricole di olio e vino. Nella necropoli sono stati trovati tre scheletri infantili e quello di un cane. La villa riccamente pavimentata a mosaico è dotata di terme, sistema di riscaldamento con un fitto reticolo di tuboli in piombo per il passaggio dell’aria calda e vasche rivestite in cocciopesto per la conservazione dei prodotti agricoli.
L'attuale centro storico si sviluppa attorno alla ricca Abbazia benedettina di S. Bartolomeo Apostolo, a sua volta edificata sui resti di una villa romana e di un tempio pagano. Il primo documento che narra della ricca e potente Abbazia di Campofilone, dedicata all’apostolo S. Bartolomeo, risale al 1066 e viene oggi conservato nell’archivio di Stato di Fermo. Tuttavia, è da supporre che l’abbazia sia sorta almeno due secoli prima come lasciano intuire le donazioni che via via sono state fatte ad essa lungo i decenni. Attorno all’abbazia dove vivevano i monaci si è sviluppato un borgo autonomo dove sono vissuti operai al servizio dell’abbazia, ma anche lavoratori che fornivano i servizi necessari come fabbri, falegnami, muratori, maniscalchi e commercianti. In particolare, il centro abitato si è sviluppato nel tratto di strada romana, congiungente Firmum e Cupra Maritima, che lo intersecava, cioè dalla Porta da Sole alla Porta da Bora. Agli inizi del XIII secolo il castello di Campofilone venne eletto a libero Comune. Il connubio tra l’egida badiale e l’elezione del paese a libero Comune viene raffigurato nello stemma: il leone simboleggia l’autorità comunale, la spada tenuta saldamente dal leone costituisce il potere comunale nell’amministrare la giustizia, i tre monti in campo azzurro rappresentano l’ordine religioso dei Benedettini. Quando nel XIV secolo Fermo ha esteso la sua giurisdizione su Campofilone, sia l’abbazia sia il borgo sono stati circondati e serrati da mura possenti in difesa dei Saraceni. L’abbazia fu inizialmente vincolata a quella di Montecassino e successivamente a quella abruzzese di San Nicolò a Tordino. Verso la metà del XV secolo passò sotto la tutela della famiglia Capranica, mentre dal 1493 fu commendatario il frate camaldolese Romualdo di Rota. In seguito fu concessa in beneficio ai Torelli-Picolomini di Cupramontana, mentre dal 1628 al 1694 la commenda fu affidata a Decio il Giovane degli Azzolino di Fermo. Nel 1806, i beni dell’abbazia passarono per decreto di Napoleone al demanio e furono successivamente ceduti alla famiglia Felici di Campofilone quando l’abbazia tornò sotto il governo papale. Venuto poi a mancare l’abate Modestino, l’antica abbazia di Campofilone fu demolita e al suo posto venne costruita alla fine dell’Ottocento l’attuale chiesa a tre navate.

## Monumenti e luoghi d’interesse

### Chiesa abbaziale di San Bartolomeo Apostolo

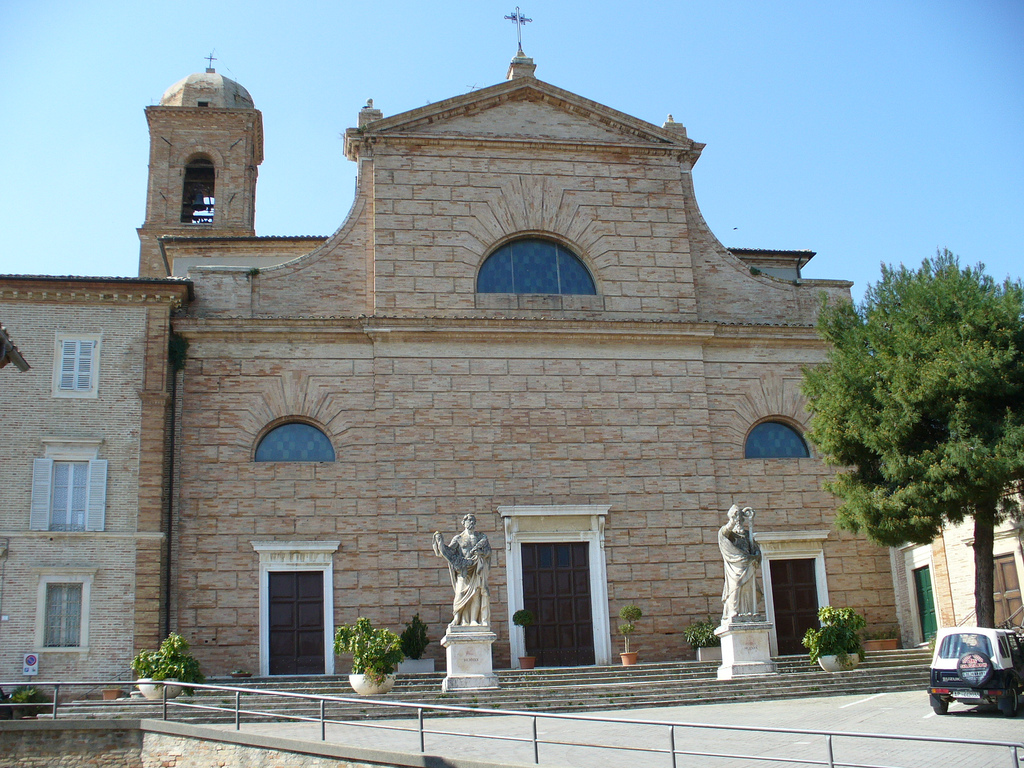
Chiesa abbaziale di S. Bartolomeo

L’antica abbazia di S. Bartolomeo (patrono di Campofilone), segnalata dai documenti già nell'XI secolo, era costituita da una piccola chiesa a due navate con campanile e dall’annesso monastero con orto, costruiti nel corso del medioevo su un terreno già occupato in età romana da un edificio (probabilmente una villa o un tempio pagano). A causa dell’aumento demografico e dell’accresciuto numero di fedeli, nella prima metà del XIX secolo i possidenti di Campofilone, ottenuta l’autorizzazione delle autorità pontificie romane, costituirono una commissione amministrativa presieduta dall’Arcivescovo di Fermo allo scopo di edificare una nuova chiesa più grande. La piccola chiesa dell’abbazia venne così abbattuta e al suo posto sorse l’attuale Chiesa progettata in stile neoclassico e a croce greca dall’ing. Filippo Roncalli. La nuova chiesa fu consacrata nel 1850 e successivamente diversi abati commendatari insieme ad altri ecclesiastici ed offerenti dotarono la chiesa di altari, suppellettili ed opere d’arte. È stata affrescata tra il 1898 e il 1899 dal pittore prof. Luigi Fontana e decorata con figure di santi, tendaggi e marmi preziosi dal suo allievo Nicola Achilli, restaurata negli anni 2000 dall’Abate Vincenzo Galiè riportandola all’antico splendore ottocentesco. Nei locali della chiesa di S. Bartolomeo si trova il Museo parrocchiale. Si tratta del Museo archeologico e liturgico in cui sono conservati paramenti ed apparati liturgici donati nei secoli dagli abati commendatari e dai fedeli, e in cui si trova anche una sezione dedicata ai reperti archeologici di età Piceno. Sul fianco sinistro della chiesa, si erge il poderoso Palazzo Abbaziale con all’interno la pregevole Sala degli Stemmi e la Sala di lettura, i cui restauri sono stati ultimati nel 2024 e curati dall’Abate Osvaldo Riccobelli. All’interno si trova anche il piccolo chiostro dell’abbazia dotata di una cisterna romana utilizzata anticamente dai monaci benedettini. Fino al 2019 era presente inoltre il Museo Malacologico Entomologico, nato dalla donazione di collezioni private (ora trasferito nel più grande Museo Malacologico di 
Cupra Marittima). Sul lato nord orientale della chiesa venne costruita nel 1715, da alcuni confratelli Campofilonesi, la chiesina dell’Arciconfraternita di San Giovanni Decollato detta “della Pietà”.

### Chiesa di San Patrizio

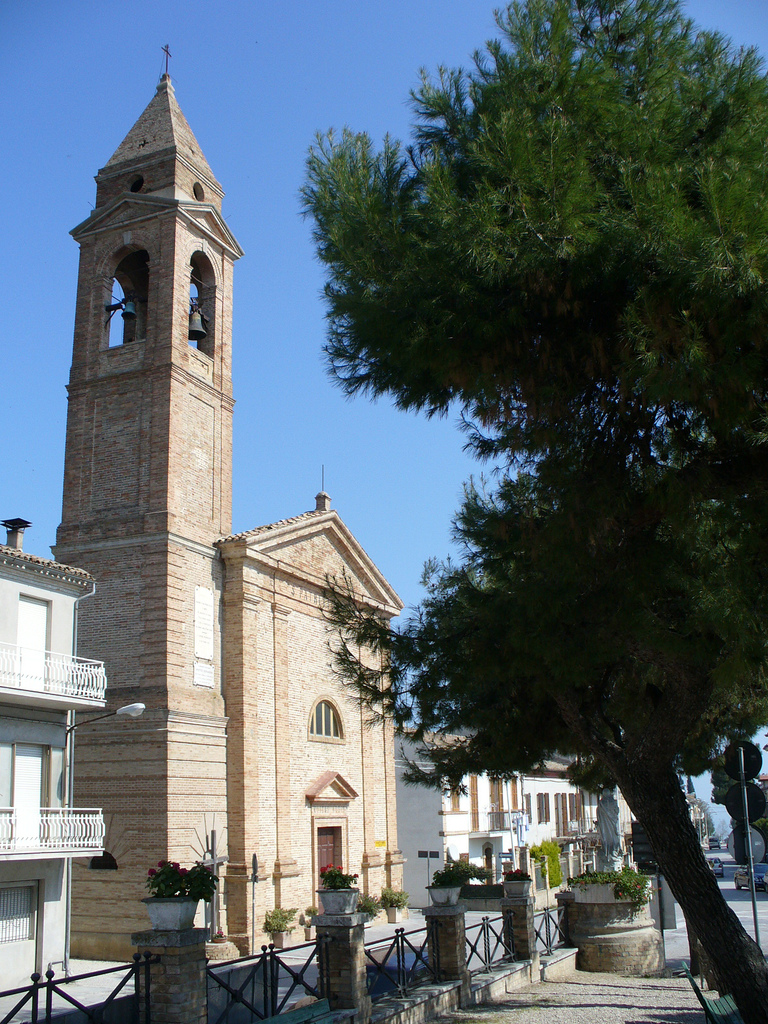
Chiesa di S. Patrizio

La vecchia chiesa dedicata a S. Patrizio compatrono di Campofilone esisteva già nella prima metà del Cinquecento ed era situata leggermente a sud rispetto alla Porta Marina, a ridosso delle mura castellane nella zona chiamata “Da Sole”. Alla fine del XIX secolo venne demolita per consentire l’accesso al borgo antico attraverso la Porta marina e venne ricostruita più a Nord, dalla cosiddetta parte Boreale. La nuova e attuale chiesa venne consacrata nel 1893 e l’interno fu decorato con dipinti murali eseguiti dal prof. Luigi Fontana e dal suo allievo Nicola Achilli. Il campanile risale al 1924 quando venne eretta grazie al contributo dei reduci della grande guerra. All’interno viene conservata una pala d’altare del XVIII secolo raffigurante la Madonna con Bambino, S. Bartolomeo, S. Patrizio e San Giuseppe con paesaggio sullo sfondo.

### Le porte di accesso al borgo antico

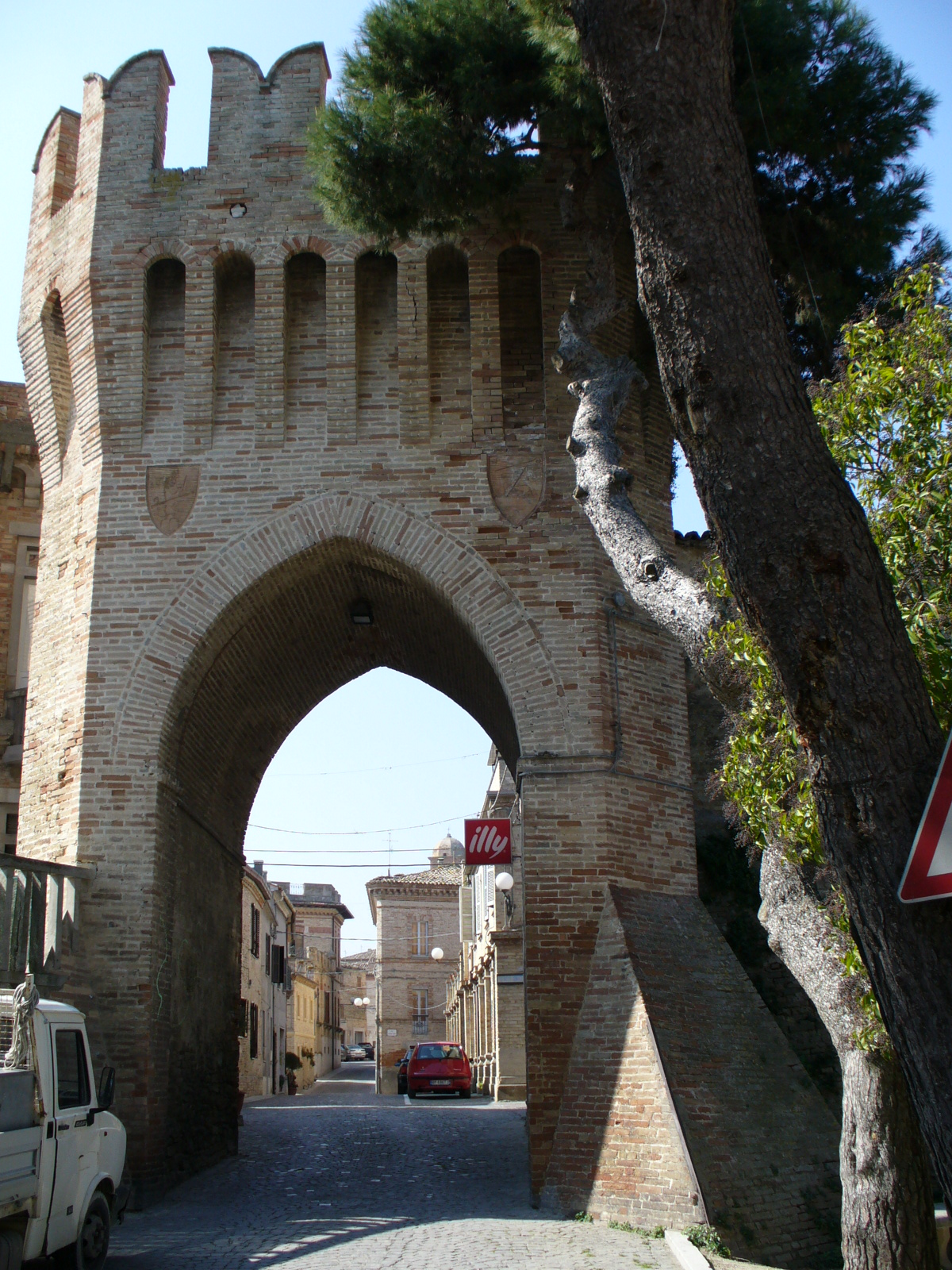
Il Torrione di Porta Marina

La via degli Orti, con volta a botte, il viale dei Pini e il Torrione di Porta Marina, Porta da Sole e Porta da Bora sono segni evidenti del passato. Il perimetro esterno della cinta muraria è costituito da tre porte: Marina, da Sole e da Bora. Anticamente gli ingressi al castello medievale erano costituiti dalla Porta da Sole, a metà della circonvallazione meridionale, e dalla Porta da Bora, a metà della circonvallazione settentrionale. A levante e ponente erano posti due torrioni massicci e merlati. Il torrione di Porta Marina è oggi il simbolo di Campofilone; è di origini medievali e si presenta con un arco ogivale e merlatura ghibellina. È in pratica una porta torre, che un tempo era munita di ponte levatoio e i vari accorgimenti per la difesa. In seguito il torrione venne trasformato in porta d’ingresso detta Marina perché conduceva al mare e il dislivello tra il Corso Marconi e la strada provinciale è stato colmato con un terrapieno che in un secondo tempo sarà contenuto da due poderosi muri.

### Altro
La piazza principale del paese è piazza Umberto I oltre a piazza Roma. In quest'ultima si trova la chiesa abbaziale di San Bartolomeo dove si svolgono le celebrazioni liturgiche principali, le altre chiese sono quella di San Patrizio situata poco fuori le mura paesane, la chiesa di Maria Assunta sita nella frazione di Ponte Nina e quella di Santa Maria d'Intignano che è stata restaurata recentemente e si trova in un colle alle porte di Campofilone. Nello spazio retrostante la chiesa di San Bartolomeo si estende "L'Orto Abbaziale", un giardino racchiuso tra mura medievali dove si può ammirare il panorama circostante delle colline marchigiane. Presso la chiesa di San Bartolomeo è allestito il Museo archeologico-liturgico, con una parte riservata ai reperti archeologici d'epoca picena e romana rinvenuti nel territorio comunale e un'altra con paramenti liturgici, ex voto e oggetti per il culto.

## Società

### Evoluzione demografica
Abitanti censiti

## Geografia antropica

### Frazioni
Oltre al centro storico, Campofilone si snoda anche in alcune frazioni all'interno del paese, quali:
- Santa Maria: la prima che si incrocia arrivando dal vicino comune di Montefiore dell'Aso;
- Valdaso: comprendono i territori a ridosso del fiume Aso. Questa frazione è caratterizzata da grandi attività agricole;
- Ponte Nina: la zona balneare del paese, unico sbocco sul mare.

## Economia

### La produzione dei Maccheroncini di Campofilone IGP
L'economia di Campofilone è principalmente legata alla produzione dei maccheroncini (pasta originaria di questo paese), difatti vi sono vari pastifici di piccola e media grandezza. Il 13 novembre 2013 la Commissione Europea ha rilasciato ai Maccheroncini di Campofilone la certificazione europea di Indicazione Geografica Protetta (IGP).
La produzione artigianale dei Maccheroncini di Campofilone IGP è la manifestazione della tradizione popolare dell’omonimo borgo medioevale, tramandata di generazione in generazione. L’ingegno e la fantasia delle donne campofilonesi sono state stimolate dalla necessità di sopperire alla mancanza di alcuni alimenti, come le uova, non sempre a disposizione nel corso dell’anno. La pasta essiccata, infatti, era più conveniente di quella fresca perché si conservava nelle madie e poteva essere consumata durante tutto l’anno. La grossolanità del taglio aveva l’inconveniente di far incurvare la pasta che si rompeva in più punti. La pannella, allora, iniziò ad essere tagliata in fili sottilissimi, che non si spezzavano. Già nel 1400 i Maccheroncini venivano considerati un piatto prelibato e citato in una corrispondenza dell’Abbazia di Campofilone, in alcuni documenti del Concilio di Trento e nei quaderni di ricette di alcune case nobili. Ma è con l’inizio del 1900 che a Campofilone massaie e locandiere cominciarono a far degustare i Maccheroncini, dalla caratteristica forma di fili lunghi e fini.

### Altre attività
Nella Valdaso invece vi è maggiore vocazione all'agricoltura specie nella produzione di pesche, uva da vino, prugne, susine, insalata e oliva; inoltre, sono praticate attività florovivaistiche e vitivinicole in questa zona.
Nella parte periferica a Ovest del paese sorge la zona industriale "Lu Foru", sede di alcune piccole attività.

## Amministrazione
| Periodo        | Periodo        | Primo cittadino    | Partito                                                       | Carica  | Note   |
| -------------- | -------------- | ------------------ | ------------------------------------------------------------- | ------- | ------ |
| 20 giugno 1985 | 20 maggio 1990 | Egildo Verdecchia  | Partito Comunista Italiano                                    | Sindaco | [ 12 ] |
| 20 maggio 1990 | 24 aprile 1995 | Egildo Verdecchia  | Partito Comunista Italiano Partito Democratico della Sinistra | Sindaco | [ 12 ] |
| 24 aprile 1995 | 14 giugno 1999 | Egildo Verdecchia  | Centro-sinistra                                               | Sindaco | [ 12 ] |
| 14 giugno 1999 | 14 giugno 2004 | Egildo Verdecchia  | Lista civica                                                  | Sindaco | [ 12 ] |
| 14 giugno 2004 | 8 giugno 2009  | Ercole D'Ercoli    | Lista civica                                                  | Sindaco | [ 12 ] |
| 8 giugno 2009  | 26 maggio 2014 | Ercole D'Ercoli    | Lista civica                                                  | Sindaco | [ 12 ] |
| 26 maggio 2014 | 27 maggio 2019 | Ercole D'Ercoli    | Lista civica Uniti per Campofilone                            | Sindaco | [ 12 ] |
| 27 maggio 2019 | 10 giugno 2024 | Gabriele Cannella  | Lista civica Continuiamo insieme                              | Sindaco | [ 12 ] |
| 10 giugno 2024 | in carica      | Giovanni Feliziani | Lista civica Siamo Campofilone                                | Sindaco | [ 12 ] |

## Sport

### Calcio
La polisportiva Campofilone (colori sociali gialloblù) attualmente da neopromossa milita nel campionato di Terza Categoria marchigiano. Nella stagione 2006-2007 ha disputato il campionato di prima categoria, dove ha militato per una sola stagione. La squadra è inoltre sostenuta dagli Ultras Scintilla/Gioventù Bruciate, gruppo formatosi recentemente e che sostiene i ragazzi dalla Curva Sud dello stadio. A Campofilone c'è anche una squadra di calcio amatoriale che disputa i campionati UISP.
Lo stadio comunale è sito in via XXIV maggio.

### Calcio a 5
Il paese ha una squadra di calcio a 5 che è tornata a iscriversi in Serie D dopo la stagione 2011-2012.

### Pallacanestro
La squadra locale è "La Tela Basket Campofilone", con colori gialloblù, che milita nel campionato di Promozione.